# 薬師寺国長
薬師寺 国長（やくしじ くになが）は、戦国時代の武将。細川氏（京兆家）の重臣で摂津国守護代（上郡）である。

## 生涯
父は薬師寺元一。
永正元年（1504年）9月、元一は細川政元に反乱を起こした結果、破れて自殺した。国長は幼少だったことから罪を許されている。
永正4年（1507年）6月23日、細川政元が暗殺されると、その養子・細川高国の家臣となるとともに、政元を殺した叔父・薬師寺長忠討伐で功績を挙げた。
この功績により、永正5年（1508年）には弟・岩千代丸（後の国盛）と共に摂津守護代に任じられ、永正6年（1509年）12月には正式に元服を果たして高国の偏諱を賜り国長と名乗った。
その後も高国に属して各地を転戦し、大永7年（1527年）には山城国山崎城城主に任じられた。しかし細川晴元に呼応した波多野元清に敗れて摂津国高槻城に逃走し、やがて晴元に降伏した。これに対して弟・国盛は再び高国の元に帰参して運命を共にしている。
以後は晴元に仕え、天文2年（1533年）1月には法華宗の援助を得て一向一揆と戦うなどしている。同年5月、晴元の命令で、かつての主・高国の弟（実子説あり）である細川晴国と戦い、6月18日に山城高雄にて敗死した。

## 別名について
横尾國和によれば、細川高国政権が成立して以降の永正5年（1508年）10月、薬師寺万徳丸宛ての文書が発給されており（「勝尾寺文書」）、その内容から、守護代としての万徳丸の活動を示すものと推定している。また、『 瓦林政頼記』永正5年条に「薬師寺与一元房万徳
丸」とあることから、前出の万徳丸と与一元房が同一人物であろうとしている。さらに、永正11年（1521年）3月付の与一宛ての文書（「壬生文書」）および同日付の同内容の国長の署名で発給されている文書（同文書）が存在することを指摘し、与一元房と国長が同一人物であると推定している。
なお、国長以前に元房と名乗ったとする横尾の説について、馬部隆弘は訂正する必要があるとしている。馬部は『瓦林政頼記』に加筆訂正が施された『不問物語』で「元房」という諱が削除されていることや、元房を名乗った場合細川澄元の偏諱となり、澄元と細川高国が対立する永正5年（1508年）以前の元服である必要があるが、実際に元服したのが永正6年（1509年）末であることを挙げ、横尾の説を否定している。